# Гидравлический уклон
Гидравли́ческий укло́н — это величина, характеризующая собой потерю напора на единицу длины русла.
При постоянной скорости течения и одинаковой высоте русла (то есть, при горизонтальном русле) гидравлический уклон может быть определён по формуле:
{\displaystyle i={\frac {H_{1}-H_{2}}{l}}}
где
{\displaystyle H_{1}} — напор потока жидкости в начале участка русла;
{\displaystyle H_{2}} — напор потока жидкости в конце участка русла;
{\displaystyle l} — длина участка русла.
Для ламинарного течения жидкости в трубах круглого сечения гидравлический уклон может быть определён по формуле:
{\displaystyle i={\frac {16\lambda Q^{2}}{2g\pi ^{2}D^{5}}}}
где
{\displaystyle \lambda } — коэффициент потерь на трение по длине;
{\displaystyle Q} — расход жидкости;
{\displaystyle D} — диаметр трубы.
Для наклонных русел гидравлический уклон численно равен тангенсу угла, чуть меньшего, чем угол наклона русла.
Гидравлический уклон играет важную роль при расчёте трубопроводов, канализационных труб, каналов и др.